# رازداری
عدم‌افشاء (انگلیسی: Confidentiality) مشتمل بر مجموعه‌ای از قواعد یا تعهدی‌ست که معمولاً از طریق پیمان‌نامه عدم افشا اجرایی می‌شود، و دست‌رسی به‌انواع خاصی از اطلاعات را محدود می‌سازد، و یا محدودیت‌هایی بر این دست‌رسی ایجاد می‌کند.

## در وکالت
وکلای دعاوی بایستی برای دفاع از منافع موکلان خود به کلیه اطلاعات آن‌ها که برای دفاع لازم است دسترسی داشته باشند. از این نظر رازداری بین وکیل و موکل نه تنها از مجاری قانونی بلکه طبق عهدنامه دوطرف که امضاء شده‌است لازم‌الاجرا است. البته بعضی از حوزه‌های قضایی برای این رازداری استثناهایی قائل شده اند، به‌خصوص در مواردی که حفظ رازداری وکیل ممکنست به جرم و جنایت یا تخریب اموال عموم یا اشخاص منجر شود. در این موارد وکیل می‌تواند به میل خود حداقل اطلاعات را افشا نماید، هرچند در بعضی حوزه‌های قضایی وکیل درصورت اطلاع ملزم به افشا است.

## در پزشکی
رازداری یکی از ارکان اصلی رابطه پزشک و بیمار است. پزشکان برطبق قانون و بر اساس سوگندنامه بقراط، ملزم به حفظ اسرار مربوط به امراض بیماران خود هستند. در عین حال که دادگاه‌ها نمی‌توانند پزشکان را اجبار به ترک رازداری نمایند، در بعضی از کشورها و بعضی ایالت‌های آمریکا پزشکان را ملزم به افشای اطلاعات بیماران نموده‌اند. این موارد محدود به اطلاعاتی مانند اقدام به خودکشی، کودک آزاری، مجروحان با زخم گلوله، اطلاع رسانی بیماری‌های منتقل شونده از تماس جنسی به همسر بیمار و سقط جنین زیر سن قانونی به والدین است.

## در تجارت
رازداری در تجارت عبارتست از حفظ اطلاعات مربوط به فرمول، طرح، روش، الگو، تکنیک، فرایند یا مجموعه‌ای از آن‌ها که به صورت کلی در نزد شرکت‌ها وجود دارد و مزایای اقتصادی آن‌ها را در مقابل رقیبان تضمین می‌کند.